# Ideologia dominante
Na filosofia marxista, o termo ideologia dominante denota as atitudes, crenças, valores e morais compartilhados pela maioria das pessoas em uma determinada sociedade. Como um mecanismo de controle social, a ideologia dominante molda como a maioria da população pensa sobre a natureza da sociedade, seu lugar nela e sua conexão com uma classe social.
Em A Ideologia Alemã (1845), Karl Marx e Friedrich Engels disseram que "as ideias da classe dominante são, em cada época, as ideias dominantes" aplicadas a todas as classes sociais a serviço dos interesses da classe dominante. Assim, na prática revolucionária, o slogan: "A ideologia dominante é a ideologia da classe dominante" resume sua função como uma base revolucionária.
Em uma sociedade capitalista e burguesa, a práxis revolucionária marxista busca alcançar as circunstâncias sociais e políticas que tornam a classe dominante politicamente ilegítima, como tal, é necessária para a deposição bem-sucedida do sistema capitalista de produção. Então, a ideologia da classe trabalhadora atinge e estabelece o domínio social, político e econômico, de modo que o proletariado (a classe trabalhadora urbana e a camponesa) possa assumir o poder (político e econômico) como a classe dominante da sociedade.
Na teoria não marxista, a ideologia dominante significa os valores, crenças e moral compartilhados pela maioria social, que molda como a maioria da população pensa sobre sua sociedade e, portanto, na medida em que o faz, pode ou não servir aos interesses da classe dominante; portanto, a extensão em que uma ideologia dominante efetivamente domina o pensamento social coletivo pode ou não ter diminuído durante a Idade Moderna.

## Marxismo
Controle social exercido e efetuado por meio da manipulação ideológica de aspectos da cultura comum de uma sociedade — religião e política, cultura e economia, etc. — para explicar e justificar o status quo em benefício político da classe dominante data da Era do Iluminismo, no século XVIII. Tal método de controle social derivou conceitualmente da mentira nobre, proposta por Platão, que era necessária para a estabilidade social de uma república composta por três classes sociais. No Livro 3 (414e-15c) de A República, Platão apresenta a mentira nobre (gennaion pseudos, γενναῖον ψεῦδος) em um conto de ficção, em que Sócrates estabelece e justifica a origem da sociedade socialmente estratificada:
No século XIX, Karl Marx descreveu essa hegemonia cultural da classe dominante com o termo ideologia dominante, que descreveu o status quo da sociedade (religioso e político, econômico e cultural) que caracterizou o capitalismo do século XIX. Como tal, a teoria filosófica marxista propõe dois modelos conceituais, o Intencional e o Espontâneo, para caracterizar a(s) função(ões) social(is) da ideologia dominante:

### Intencional
A ideologia é deliberadamente construída por intelectuais burgueses e pequeno burgueses, que depois é propagada pelos meios de comunicação de massa (imprensa, rádio, televisão, cinema, Internet). Assim, por ser a burguesia proprietária dos meios de comunicação, como classe social, ela pode selecionar, determinar e publicar os conceitos econômicos, sociais e culturais que constituem o status quo estabelecido, que são as ideologias (doutrinas formais) que atendem aos seus interesses como a classe dominante da sociedade.
Além disso, porque a classe trabalhadora não possui meios de comunicação de massa, eles são oprimidos pela hegemonia cultural da burguesia, e, porque eles não têm seus próprios intelectuais, eles adotam a visão de mundo (Weltanschauung) imposta pela burguesia, que constitui assim uma falsa consciência sobre sua própria exploração econômica pelos estratos das classes superiores; com essa falsa consciência, a classe operária perde sua independência social e política, econômica e cultural como classe social.

### Espontâneo
A ideologia origina-se espontaneamente em todas as classes sociais de uma sociedade, como expressão da estrutura material existente da sociedade em questão. Com base em suas experiências de vida social, os homens e mulheres de cada classe social (alta, média, baixa) constroem sua compreensão intelectual da sociedade e, como suas experiências sociais são principalmente de relações sociais capitalistas, a ideologia compartilhada (dominante) tende a refletir as normas de uma sociedade capitalista. Consequentemente, o conteúdo da reportagem de um jornal é determinado, não pelos preconceitos socioeconômicos e políticos da editora, mas pelo status quo da sociedade, a narrativa social fixa que é acreditada pela editora e pelos leitores do jornal..
Ao organizar-se como sindicatos, a classe trabalhadora experimenta e expressa um tipo diferente de relação social dentro de uma sociedade capitalista, porque tal perspectiva ideológica desafia a legitimidade intelectual e social do capitalismo, questionando a validade de como a sociedade é organizada e, portanto, como ele funciona. O estabelecimento bem-sucedido de uma ideologia da classe trabalhadora (visão de mundo) representa uma abordagem coletiva para perceber e resolver os problemas socioeconômicos, políticos e culturais das pessoas da classe trabalhadora. Portanto, por meio de tal consciência de classe embrionária, uma nova estrutura material, dentro de uma sociedade capitalista, torna-se a base de uma nova ideologia que expressa os interesses dos trabalhadores — e contraria o status quo da hegemonia cultural burguesa proposta e estabelecida pela ideologia dominante da classe dominante capitalista.

## Crítica
Na teoria marxista, uma das classes sociais de uma sociedade torna-se a classe dominante quando é uma força socialmente progressista suficientemente poderosa, com o apoio popular das outras classes sociais, para derrubar a classe dominante anterior. Por exemplo, as grandes revoluções burguesas dos séculos XVII e XVIII ocorreram porque a burguesia se tornou a porta-estandarte do progresso social, a classe universal. A burguesia gradualmente começou a perder seu caráter progressista e tornou-se cada vez mais reacionária quando chegou ao poder (já que passou a apoiar o status quo em vez de buscar mais progresso social).
Como consequência, a ideologia dominante pode conter uma mistura de elementos socialmente progressistas e regressivos. Portanto, os marxistas não rejeitam tudo e nada relacionado à ideologia dominante do capitalismo; em vez disso, eles concordam com seus elementos progressistas e criticam seus elementos regressivos. Em outras palavras, as críticas marxistas da ideologia dominante do capitalismo não são normalmente rejeições grosseiras de seu conteúdo, mas de sua forma capitalista limitante.